# Don't Worry About Me
Don't worry about me jedini je solo album Joeyja Ramonea, izdan je postumno, nešto manje od godinu dana nakon njegove smrti.
Bubnjeve je odsvirao Marky Ramone, stari Joeyjev kolega iz dana Ramonesa.
Album sadrži dvije obrade: "1969" od The Stoogesa i What a Wonderful World, ujedno i prvi singl s albuma, od Louisa Armstronga, za koji je snimljen i spot. Pjesma What a Wonderful World je korištena i kao odjavna špica dokumentarnog filma Ludi za oružjem Michaela Moorea.
Pjesmom I Got Knocked Down (But I'll Get Up) opisuje svoje stanje i borbu protiv raka.

## Popis pjesama
1. "What a Wonderful World" – 2:23
2. "Stop Thinking About It" – 2:57
3. "Mr. Punchy" – 2:35
4. "Maria Bartiromo" – 3:58
5. "Spirit in My House" – 2:02
6. "Venting (It's a Different World Today)" – 3:17
7. "Like a Drug I Never Did Before" – 2:04
8. "Searching for Something" – 4:12
9. "I Got Knocked Down (But I'll Get Up)" – 3:42
10. "1969" – 3:40
11. "Don't Worry About Me" – 3:55

## Vanjske poveznice
- allmusic.com  Arhivirana inačica izvorne stranice od 17. veljače 2021. (Wayback Machine) Don't Worry About Me